# Éva Darlan

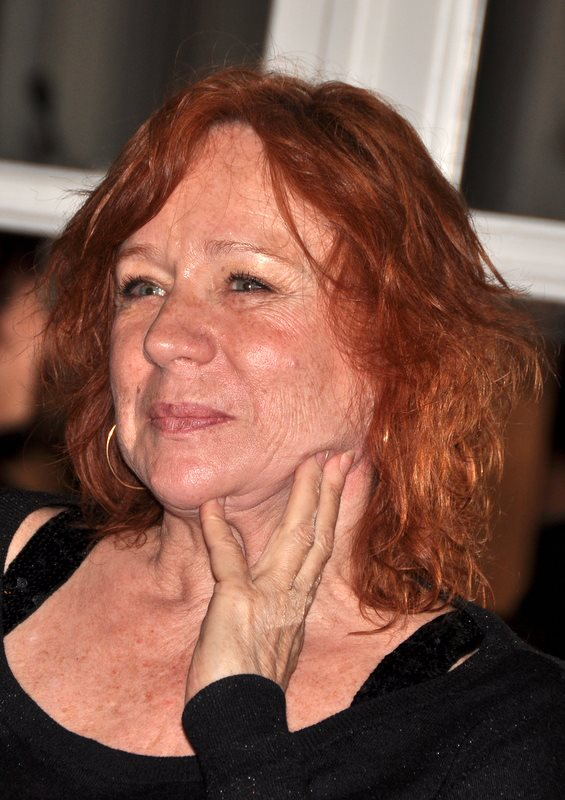
Éva Darlan (2012)

Éva Darlan (* 3. September 1948 in Paris, Frankreich) ist eine französische Schauspielerin.

## Leben
Éva Darlan stand bereits im Alter von 14 Jahren auf der Theaterbühne. Später studierte sie Schauspiel an der École nationale supérieure des arts et techniques du théâtre in Lyon und der Rue Blanche in Paris. Sie arbeitete zwei Jahre lang als Stewardess in Kanada, bevor sie 1976 nach Paris zurückkehrte, um ihre Schauspielkarriere wieder aufzunehmen. Noch im selben Jahr spielte sie Theater und debütierte in der von Francis Veber inszenierten Komödie Das Spielzeug auf der Leinwand. Drei Jahre später war sie für ihre Darstellung der Anna in dem von Claude Sautet inszenierten Drama Eine einfache Geschichte als Beste Nebendarstellerin für den französischen Filmpreis César nominiert.
Sie ist mit einem Gynäkologen verheiratet, mit dem sie eine leibliche und eine adoptierte Tochter hat. Privat engagiert sie sich für mehrere ehrenamtliche Tätigkeiten, so ist sie unter anderem Schirmherrin von „Ni putes ni soumises“.

## Filmografie (Auswahl)
- 1976: Das Spielzeug (Le Jouet)
- 1978: Eine einfache Geschichte (Une histoire simple)
- 1981: Nous ne l’avons pas assez aimée
- 1981: Ein jeglicher wird seinen Lohn empfangen… (Les Uns et les Autres)
- 1981: Eine Angelegenheit unter Männern (Une affaire d’hommes)
- 1983: Ticket ins Chaos (Banzaï)
- 1985: Der Panther (Parole de flic)
- 1987: Schütze deine Rechte (Soigne ta droite)
- 1988: Ein turbulentes Wochenende (Les Saisons du plaisir)
- 1988: Geliebte verborgt man nicht (La Petite amie)
- 1991: Benjamin (Aujourd’hui peut-être…)
- 1993: Eins, zwei, drei, Sonne (Un, deux, trois, soleil)
- 1994: Staatsauftrag: Mord (Les Patriotes)
- 1996: Zirkusblut (La Dame du cirque) (TV-Film)
- 2000: Drogenszenen (Scénarios sur la drogue)
- 2000: Nur eine Frage der Liebe (Juste une question d’amour) (TV-Film)
- 2000: Spuren von Blut (Scènes de crimes)
- 2002, 2006: Kommissar Navarro (Navarro; Fernsehserie, 2 Folgen)
- 2003: La Crim’ (Fernsehserie, 1 Folge)
- 2004: Grande École – Sex ist eine Welt für sich (Grande école)
- 2004: Hochzeiten und andere Katastrophen (Le Plus beau jour de ma vie)
- 2005: Sie sind ein schöner Mann (Je vous trouve très beau)
- 2007: Endlich Witwe (Enfin veuve)
- 2009: Auf der Todesliste (La Liste) (TV-Film)
- 2010–2016: Fais pas ci, fais pas ça (TV-Serie, sechs Folgen)
- 2011: Maman!
- 2013: Ma vie au grand air (TV-Film)
- 2014: Candice Renoir (TV-Serie, 1 Folge)
- 2015: Mes grand-mères et moi (TV-Film)
- 2021: Villa Caprice
- 2022: Irréductible

## Auszeichnungen (Auswahl)
- César 1979: Nominierung als Beste Nebendarstellerin für Eine einfache Geschichte